# Tomba del re Tongmyŏng

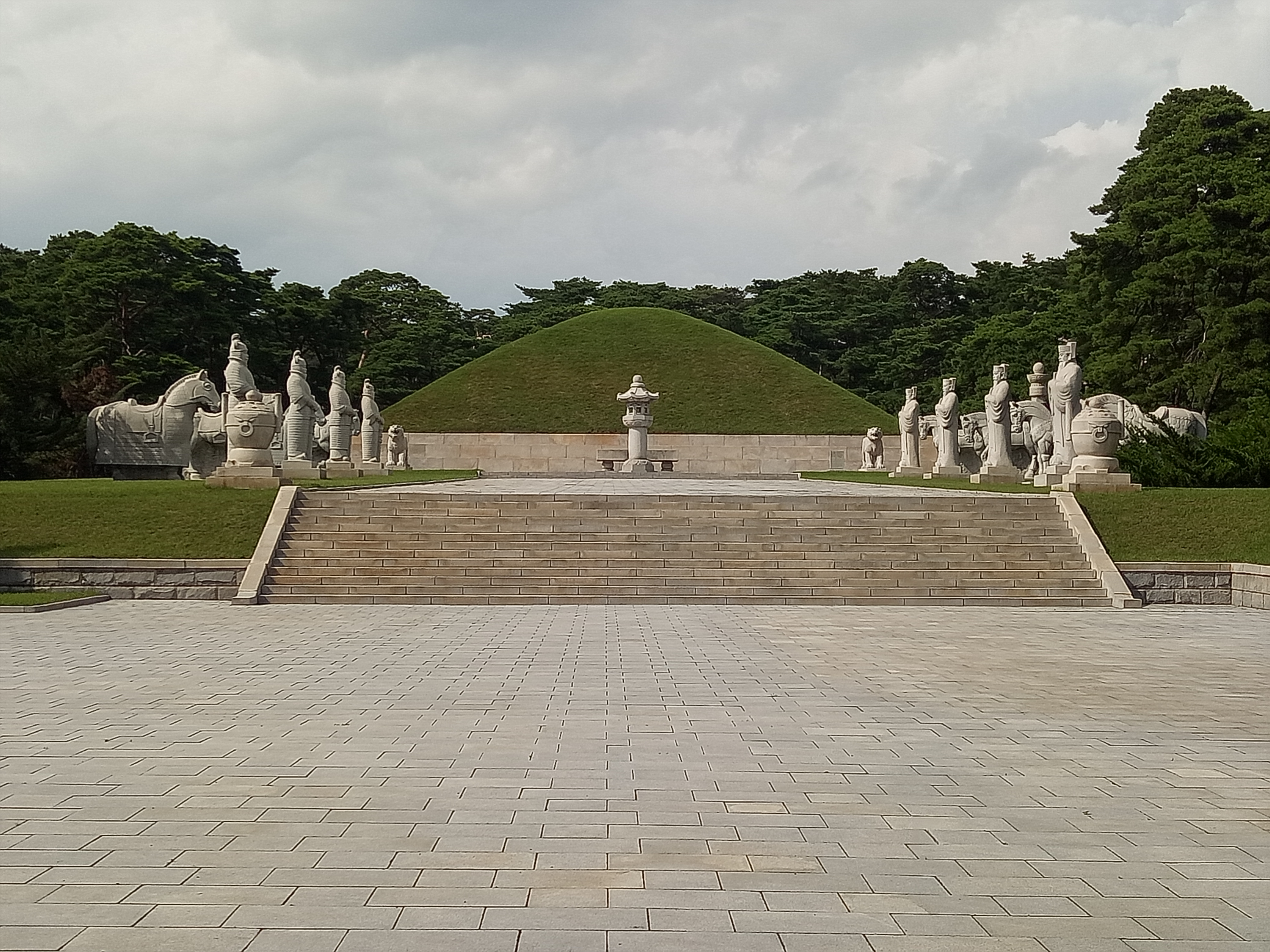
Tomba del re Tongmyŏng

La tomba di re Tongmyŏng è un mausoleo situato in prossimità Ryongsan-ri, Ryŏkp'o-guyŏk, P'yŏng'yang, in Corea del Nord.

## Storia
Una delle tombe presente nel complesso è la tomba reale del re Tongmyŏng (58-19 a.C.), il fondatore dell'antico regno Goguryeo, il più settentrionale dei tre regni di Corea. In totale, ci sono 63 singole tombe di quel periodo. L'area intorno a Tongmyong contiene almeno quindici tombe conosciute che si ritiene appartenere a diversi signori vassalli. La tomba ha raggiunto lo status di Patrimonio Mondiale dell'umanità e copre una superficie di 233 ettari. Una caratteristica unica di questa e di altre tombe esistenti nella zona sono le sue pitture murali raffiguranti fiori di loto in fiore, indicativo della pratica del buddismo in quel periodo.